# Germán I de Meissen
Germán I (en alemán: Hermann I. von Meißen; h. 980 - 1 de noviembre de 1038) fue un margrave de Meissen desde 1009 hasta su muerte. Pertenecía a la familia de los Ekkehardiner o Ecardinos.

## Biografía
Era el hijo mayor del margrave Ecardo I de Meissen y su esposa Suanhilda, una hija del margrave Germán Billung. El 30 de abril de 1002 su padre fue asesinado en la Kaiserpfalz de Pöhlde, después de haber presentado reclamaciones al trono alemán en la elección real. El nuevo rey Enrique II pasó el Margraviato de Meissen al tío de Germán, Gunzelin, mientras él y su hermano tuvieron que retirarse a sus tierras alodiales.

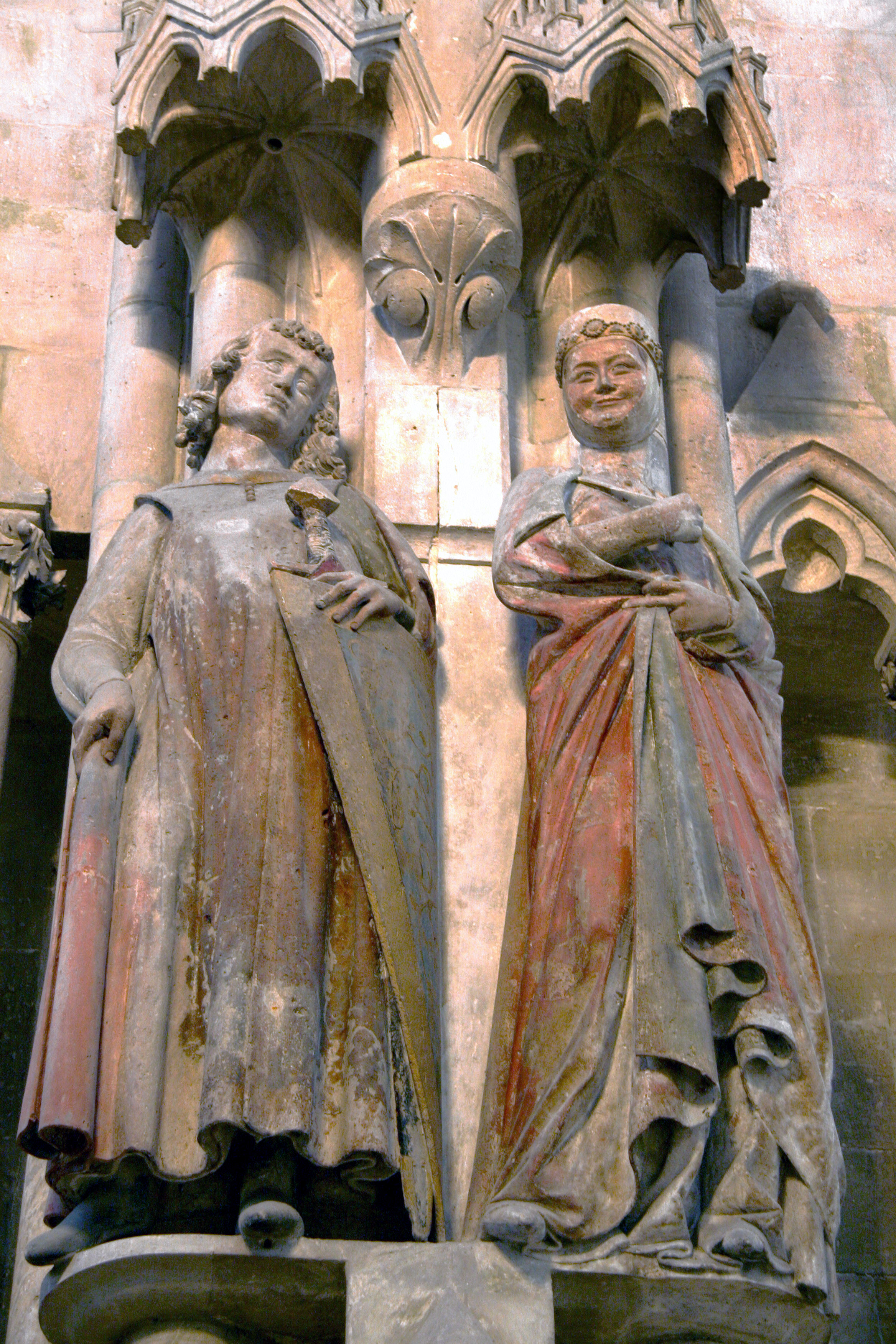
Germán y Reglinda

En el verano de 1002, Germán se casó con Regelinda, una hija del príncipe polaco Boleslao I el Bravo. Aunque Boleslao, quien había apoyado la candidatura del margrave Ecardo I, ocupaba la Marca de Lusacia oriental y las vecinas tierras de Milceni (más tarde Alta Lusacia) en el sur, la alianza matrimonial con los piastas polacos incrementaba el poder de Germán. Durante la guerra germano-polaca que se estaba combatiendo entinces, en 1007, fue nombrado conde de Bautzen (Budusin). Su hermano menor Ecardo y Germán lucharon contra su tío Gunzelin en lo que fue una de las peores guerras civiles del siglo XI alemán. El enfrentamiento se refería al "insulto y la humillación que conllevaba tomar y destruir una residencia fortificada."
Las tornas cambiaron cuando el margrave Gunzelin comenzó a tratar con las fuerzas polacas y por instigación del rey Enrique II fue depuesto y arrestado en un consejo principesco en Merseburgo en agosto de 1009. Su sobrino Germán fue seleccionado para reemplazarlo; tenía una relación con el rey mejor que la de Gunzelin, incluso aunque su hermano, Ecardo II, se llevaba demasiado bien con los polacos para el gusto de Enrique (1013). El propio Germán no participó en la campaña de 1015 del rey Enrique contra Boleslao, mientras que su hermanastro, el margrave de Lusacia Gerón II resultó muerto. En 1018 fue testigo de la paz de Bautzen.
El margrave Germán se convirtió en un leal defensor del sucesor salio de Enrique, Conrado II. En 1029, fue nombrado conde en el Hassegau sajón y el vecino Gau de Chutizi en la Marca de Merseburgo. Envió sus fuerzas contra el rey polaco Miecislao II Lampert para reconquistar los territorios ocupados por los polacos, sellado por el tratado de Merseburgo (1033). Germán también luchó contra el conde turingio Guillermo III de Weimar, y disputó con el obispo Tietmaro de Merseburgo. En sus últimos años, dejó el gobierno a su hermano menor Ecardo II, quien lo sucedió a su muerte en 1038.